# Тета Лебедя
Тета Лебедя (θ Лебедя, Theta Cygni, θ Cygni, сокращ. Theta Cyg, θ Cyg) — звезда в северном созвездии Лебедя. Тета Лебедя имеет видимую звёздную величину +4.48m, и, согласно шкале Бортля, видна невооружённым глазом даже на городском небе (англ. City sky).
Из измерений параллакса, полученных во время миссии Hipparcos, известно, что звезда удалена примерно на 59,8 св. лет (18,34 пк) от Земли. Звезда наблюдается севернее 40° ю. ш., то есть видна севернее о. Кинг Тасмании, севернее о. Южный (Новая Зеландия), и севернее Патагонии (Аргентина). Лучшее время для наблюдения — июль.
Средняя пространственная скорость Тета Лебедя имеет компоненты (U, V, W)=(−23.11, −26.66, 5.025), что означает U=−23,11 км/с (движется по направлению от галактического центра), V=−26,66 км/с (движется против направлении галактического вращения) и W=5,025 км/с (движется в направлении галактического северного полюса).
Тета Лебедя движется довольно быстро относительно Солнца: её радиальная гелиоцентрическая скорость равна −28 км/с, что почти в 3 раза больше скорости местных звёзд Галактического диска, а также это значит, что звезда приближается к Солнцу. По небосводу звезда движется на северо-запад.

## Имя звезды
Тета Лебедя (латинизированный вариант лат. Theta Cygni) является обозначением Байера, данным им звезде в 1603 году. Звезда имеет обозначение η (Тета — 8-я буква греческого алфавита), однако, сама звезда — 24-я по яркости в созвездии. 13 Лебедя (латинизированный вариант лат. 13 Cygni) является обозначением Флемстида.
Обозначения компонентов как Тета Лебедя AB,AC, AD, AE и EF вытекают из конвенции, используемой Вашингтонским каталогом визуально-двойных звёзд (WDS) для звёздных систем, и принятого Международным астрономическим союзом (МАС).

## Свойства кратной системы
Тета Лебедя —звезда, имеющая несколько спутников. Тета Лебедя A и Тета Лебедя B отдалены друг от друга на угловое расстояние в 3 ″, что соответствует большой полуоси орбиты между компаньонами, по крайней мере, 46 а.е. (для сравнения радиус орбиты Плутона равен 39,48 а.е. и период обращения равен 247,92 года).
Если мы будем смотреть со стороны Тета Лебедя B на Тета Лебедя A, то мы увидим бело-жёлтую звезду, которая светит с яркостью от −20,08m, то есть с яркостью 866,57 Лун в полнолуние. (в среднем, в зависимости от положения звезды на орбите). Причём угловой размер звезды (в среднем) будет — ~ 0,017°, то есть угловой размер звезды составит 3,5 % от углового размера нашего Солнца. С другой стороны, если мы будем смотреть со стороны Тета Лебедя A на Тета Лебедя B, то мы увидим красную звёздочку, которая светит с яркостью −11,54m, то есть с яркостью 0,33 Лун в полнолуние. Причём угловой размер звезды (в среднем) будет — ~0,004°, что составляет 0,83 % диаметра нашего Солнца. К сожалению, об орбитах других компонент ничего не известно. Единственное, что можно предположить, это то, что Тета Лебедя EF удалён на угловое расстояние в 117 ″, что соответствует большой полуоси орбиты между компаньонами, по крайней мере, 1500 а.е.. Также известно то, что компонент Тета Лебедя EF имеет довольно похожие значения, параллакса лучевой скорости и собственного движения и с очень большой долей вероятности он входит в систему Тета Лебедя.

### Свойства компонента A
Тета Лебедя A — карликовая звезда спектрального класса F3V, также это указывает на то, что водород в ядре звезды служит ядерным «топливом», то есть звезда находится на главной последовательности.
Масса звезды 1.35-1,39 {\displaystyle M_{\bigodot }}. Звезда излучает энергию со своей внешней атмосферы при эффективной температуре около 6697 К, что придаёт ей характерный бело-жёлтый цвет. Её светимость равна 4,26 {\displaystyle L_{\bigodot }}. Для того, чтобы планета, аналогичная нашей Земле, получала примерно столько же энергии, сколько она получает от Солнца, её тогда надо было бы поместить на расстоянии 2,11 а.е., то есть во внутреннюю части главного пояса астероидов, а более конкретно почти на орбиту астероида (149) Медуза, чья большая полуось орбиты равна 2,17 а.е. Причём с такого расстояния тогда Тета Лебедя выглядела бы на почти на 27 % меньше нашего Солнца, каким мы его видим с Земли — 0,37° (угловой диаметр нашего Солнца — 0,5°).
В связи с высокой небольшим расстоянием до звезды её радиус может быть измерен непосредственно, и первая такая попытка была сделана в 1922 году. Данные об этом измерении приведены в таблице:
| Имя звезды  | Год  | m    | Спектр | D (mas) | Rабс ({\displaystyle R_{\bigodot }}) | Комм.  |
| Тета Лебедя | 1922 | 4.64 | F5     | 0,8     | 0,8                                  | [ 26 ] |
| BS 7469     | 1967 | 4.48 | F4V    | 0.76    | —                                    | [ 27 ] |
| Тета Лебедя | 1967 | 4.48 | F4V    | 0,74    | —                                    | [ 28 ] |
| BS 7469     | 1967 | 4.48 | F4V    | 0.78    | —                                    | [ 29 ] |
| GLIESE 765A | 1967 | 4.47 | F4V    | —       | 1.3                                  | [ 30 ] |
| Тета Лебедя | 1967 | 4.48 | F4V    | 0.54    | 0.97                                 | [ 31 ] |

Eё радиус в настоящее время оценивается в 1,49 {\displaystyle R_{\bigodot }}
Звезда имеет поверхностную гравитацию 4,23 ± 0,03 СГС или 170 м/с2, то есть составляет 60 % от солнечного значения(274,0 м/с2), что, по-видимому, может объясняться большой поверхностью звезды, при малой массе.
Звезды, имеющие планеты, имеют тенденцию иметь большую металличность по сравнению Солнцем, однако Тета Лебедя имеет значение металличности почти такое же как на Солнце −0,02, то есть 98 % от солнечного значения, что позволяет предположить, что звезда «пришла» из других областей Галактики, где было дольно много металлов, и рождено в молекулярном облаке благодаря такому же по плотности звёздному населению и такому же количеству сверхновых звёзд.
Тета Лебедя A вращяется со скоростью в 3,5 раза больше солнечной и равной 7,0 км/с, что даёт период вращения звезды, по крайней мере, — 11 дней. Возраст звезды Тета Лебедя определён в очень широких пределах 1,0-1,6 млрд. лет, но также известно, что звёзды с массой 1,35-1,39 {\displaystyle M_{\bigodot }} живут порядка 4,0 млрд. лет и это значит, что ещё очень не скоро Тета Лебедя A (примерно через 2,4-3,0 млрд. лет) закончит свою жизнь, сбросит внешние оболочки, и станет довольно обычным белым карликом.

### Свойства компонента B
Тета Лебедя B— карлик спектрального класса M3V, что указывает на то, что водород в ядре звезды служит ядерным «топливом», то есть звезда находится на главной последовательности. Звезда излучает энергию со своей внешней атмосферы при эффективной температуре около 3000-3500 К, что придаёт ей характерный красный цвет звезды спектрального класса M. Масса звезды весьма скромная и составляет 0,35 {\displaystyle M_{\bigodot }}.
В связи с высокой небольшим расстоянием до звезды её радиус может быть измерен непосредственно, и первая такая попытка была сделана в 1967 году. Данные об этом измерении приведены в таблице:
| Имя звезды  | Год  | m     | Спектр | D (mas) | Rабс ({\displaystyle R_{\bigodot }}) | Комм.  |
| GLIESE 765B | 1967 | 13.00 | —      | —       | 0.36                                 | [ 33 ] |

Радиус звезды в настоящее время оценивается в 0,36 {\displaystyle R_{\bigodot }}, то есть он совпадает с измеренным в 1967 году
Светимость звезды, равна 1 % то солнечной светимости.

### Свойства компонента C
Тета Лебедя C — карлик спектрального класса K8V, что указывает на то, что водород в ядре звезды служит ядерным «топливом», то есть звезда находится на главной последовательности. Звезда излучает энергию со своей внешней атмосферы при эффективной температуре около 3855 К, что придаёт ей характерный оранжевый цвет звезды спектрального класса K.

### Свойства компонента D
О компоненте D известна только его видимая звёздная величина 15.90m. Спектральной класс звезды также не известен: возможно, звезда красный карлик или даже субкарлик. Также точно неизвестно входит ли компонент в систему Тета Лебедя.

## Планетная система
Колебания радиальной скорости Тета Лебедя были обнаружены командой ELODIE при поиске планет вне Солнца. Desort и др. (2009) заключают, что эти вариации не вызваны тусклым звёздным компаньоном примерно в 80 а.е. от звезды, но вместо этого предполагают наличие возмущающего планетарного объекта, вдвое более массивного, чем Юпитер, и вращающегося вокруг первичной звезды примерно 150 дней. Эта внесолнечная планета ещё не подтверждена. Наблюдения, сделанные в Ликской обсерватории, свидетельствуют о вариациях лучевой скорости в этот период, а также в годовых вариациях, однако эти данные не достигли статистической значимости.
Таким образом, Тета Лебедя имеет одну неподтверждённую планету, газовый гигант с обозначением Тета Лебедя b. Планета обращается вокруг родительской звезды за 0,42 года на расстоянии 0,635 а.е. (то есть почти на орбите Венеры, чья большая полуось составляет 0,72 а.е.). Её приблизительная масса составляет ≈2.3 массы Юпитера. Равновесная температура планеты — порядка 459 К.

## История изучения кратности звезды
В 1852 году О. В Струве открыли двойственность Тета Лебедя, то есть им был открыл компонент AС и звёзды вошли в каталоги как STT 591. В 1889 году американский астроном Ш. Бёрнхем открыли тройственность Тета Лебедя, то есть им открыл компонент AB и звёзды вошли в каталоги как BU 1131. В 1923 году Г. О. Струве открыл четырёхкратность Тета Лебедя, то есть открыл компонент AD и звёзды вошли в каталоги как STG 8. В 1951 году американскими астрономами Б. Скиффом и В. Лейтеном были открыты пяти- и шестикратность Тета Лебедя, то есть были открыты компонент AE и EF и звёзды вошли в каталоги как SKF 1976 и LDS 5881. Также у звезды был компонент CD открытый в 1852 году О. В Струве, но затем он был исключён из каталога.
Согласно Вашингтонскому каталогу визуально-двойных звёзд, параметры этих компонентов приведены в таблице:
| Компонент | Год  | Количество измерений | Позиционный угол | Угловое расстояние | Видимая звёздная величина компонента I | Видимая звёздная величина компонента II |
| AB        | 1889 | 9                    | 44°              | 3.6″               | 4.50m                                  | 12.90m                                  |
| AB        | 1968 | 9                    | 60°              | 3.2″               | 4.50m                                  | 12.90m                                  |
| AB        | 2009 | 9                    | 71°              | 2.3″               | 4.50m                                  | 12.90m                                  |
| AС        | 1852 | 15                   | 186°             | 29.9″              | 4.50m                                  | 11.70m                                  |
| AС        | 1923 | 15                   | 182°             | 48.4″              | 4.50m                                  | 11.70m                                  |
| AС        | 2015 | 15                   | 180°             | 73.30″             | 4.50m                                  | 11.70m                                  |
| AD        | 1923 | 8                    | 40°              | 82.1″              | 4.50m                                  | 12.50m                                  |
| AD        | 2015 | 8                    | 53°              | 67.0″              | 4.50m                                  | 12.50m                                  |
| AE        | 1951 | 9                    | 267°             | 117.2″             | 4.50m                                  | 12.88m                                  |
| AE        | 2015 | 9                    | 267°             | 116.70″            | 4.50m                                  | 12.88m                                  |
| EF        | 1951 | 20                   | 207°             | 265.0″             | 12.88m                                 | 15.90m                                  |
| EF        | 2015 | 20                   | 207°             | 262.90″            | 12.88m                                 | 15.90m                                  |

Обобщая все сведения о звезде, можно сказать, что у звезды Тета Лебедя, возможно, есть спутники:
- компонент AB, звезда 13-й величины, находящаяся на угловом расстоянии 2,3 секунд дуги и предположительно находящаяся на орбите около 46 а.е. от Тета Лебедя[10]. Тета Лебедя B имеет видимую звёздную величину 13,03m[14], которая слишком слабая, чтобы её можно было увидеть без телескопа. Звезда имеет спектральную классификацию M3 V[15] и оценочную массу примерно в 0,33 массы Солнца[16]. Тета Лебедя A и B путешествуют вместе в пространстве с высоким собственным движением, равным 0,261 угловым секундам в год, или 0,4° в столетие[14]. Возможно, что Тета Лебедя B сама по себе является близкой двойной звездой, состоящая из двух красных карликов, каждый из которых будет более тусклым и менее массивным, чем рассчитывается для одной звезды[10]. Тета Лебедя B не следует путать с GJ 765B, который имеет 13-ю величину и возможного спутника-субкарлика[10].
- компонент AC, звезда 12-й величины, находящаяся на угловом расстоянии 73,3 секунд дуги, имеет каталожный номер UCAC4 702-066526[36] и судя по приведённому параллаксу, который равен 0,6245 ± 0,0211 звезда находится на расстоянии 5220 св. лет, соответственно, в систему Тета Лебедя не входит;
- компонент AD, звезда 12-й величины, находящаяся на угловом расстоянии 67,0 секунд дуги, имеет каталожный номер KIC 11918668[37] и судя по приведённому параллаксу, который равен 1,4004 ± 0,0238 звезда находится на расстоянии 2300 св. лет и, соответственно, в систему Тета Лебедя не входит;
- компонент AE, звезда 13-й величины, находящаяся на угловом расстоянии 116,7 секунд дуги и сама, возможно, являющаяся двойной звездой имеет каталожный номер UCAC3 281-150921[17] и судя по приведённому параллаксу, который равен 54,5227 ± 0,0579 звезда находится на расстоянии 59,79 св. лет и, соответственно, в систему Тета Лебедя вполне может входить[10]. У звезды также довольно похожие значения лучевай скорости: −43,2 ± 31,4 км/с, а также собственного движения RA:−9,277 ± 0,109 mas/год и Dec:263,282 ± 0,101 mas/год.

## Ближайшее окружение звезды
Следующие звёздные системы находятся на расстоянии в пределах 20 световых лет от звезды Тета Лебедя (включены только: самая близкая звезда, самые яркие (<6,5m) и примечательные звёзды). Их спектральные классы приведены на фоне цвета этих классов (эти цвета взяты из названий спектральных типов и не соответствуют наблюдаемым цветам звёзд):
| Звезда     | Спектральный класс    | Расстояние, св. лет |
| HD 190780  | K0 V                  | 6.08                |
| 16 Лебедя  | G1.5Vb / G2.5Vb / M?V | 9.93                |
| BY Дракона | K6Ve                  | 12.15               |
| Глизе 758  | G8VC                  | 19.37               |
| Эта Цефея  | K0IV                  | 19.63               |
| 17 Лебедя  | F5.5IV-V              | 19.96               |

Рядом со звездой, на расстоянии 20 световых лет, есть ещё порядка 15 красных, оранжевых карликов и жёлтых карликов спектрального класса G, K и M, а также 3 белых карлика, которые в список не попали.